# ArtBeat Music
«ArtBeat Music» (в кириллическом написании — «АртБит Мьюзик») — российский лейбл звукозаписи, занимающийся выпуском современной импровизационной и близкой к ней музыки (джаза как основного направления, а также фанка, джаз-рока, нью-эйджа, прог- и арт-рока, world music, камерной импровизационной музыки).
Среди наиболее известных российских артистов, чьи записи выпускает лейбл — Вячеслав Гайворонский, Анатолий Герасимов, Вячеслав Горский, Дмитрий Илугдин, Олег Киреев, Алексей Козлов и его джаз-рок-ансамбль «Арсенал», Алексей Круглов, Алексей Кузнецов, Герман Лукьянов, Иван Смирнов, Аркадий Шилклопер, ансамбли «Второе приближение», «Marimba Plus» и т.п. Среди участников записей, со-лидеров и полноценных лидеров выпущенных альбомов регулярно встречаются представители других государств (Владимир Тарасов и др.).
По состоянию на 26 октября 2023 года лейблом выпущено 193 релиза на компакт-дисках и 35 релизов на грампластинках.

## История и персонал
Лейбл основан в рамках деятельности Фонда поддержки современной инструментальной музыки «АртБит» Алексея Козлова (учредители фонда — Народный артист РФ, джазовый музыкант Алексей Козлов, бизнесмен Сергей Халин и продюсер Игорь Сандлер). Как самостоятельное юридическое лицо, лейбл оформлен 16 марта 2010 года Сергеем Халиным под названием ООО «Артбит». Происхождением названия Фонд (и, как следствие, лейбл) обязаны, по словам основателей, сну Сергея Халина, в котором прозвучало созвучное английское слово «heartbeat» (название композиции британской прог-роковой группы King Crimson).
Функции арт-директора лейбла выполнял Араик Акопян. Исполнительным (выпускающим) продюсером лейбла в 2012, к моменту появления первого официального релиза лейбла, стал Николай Богайчук. Дизайн большинства релизов лейбла выполняет Александр Медведев.
Со временем Халин отошёл от музыкального бизнеса, и 26 июня 2023 года деятельность ООО «Артбит» прекращена (на этот момент в числе учредителей значится Александр Кислицкий, имеющий долю 5% в уставном капитале, а самому Халину на момент закрытия принадлежит доля 95%). По той же причине перестал функционировать домен artbeat.ru, посвящённый деятельности Фонда в целом и издательства как одной из его составных частей.
Фактически делами издательства занимался Богайчук, который уже в 2016 году позиционировался издательством как руководитель и действовал в статусе индивидуального предпринимателя. 18 сентября 2023 года Богайчук ушёл из жизни, и в настоящий момент идёт переоформление авторских прав и активов лейбла на новое юридическое лицо, которым занимаются наследники Богайчука.

## Формат релизов и дистрибуция
Релизы лейбла выпускаются на физических носителях (компакт-дисках и грампластинках). Компакт-диски выполняются как в имеющем широкое распространение формате диджипака, так и в делюкс-формате (с объёмным сопровождающим буклетом, качественной полиграфией и т.п.). Релизы на грампластинках выходили существенно разными тиражами, включая лимитированные и коллекционные, с пронумерованными копиями (50 штук в наименее массовом выпуске).
Лейбл не занимался цифровой дистрибуцией, за исключением отдельных случаев, когда появление релизов на онлайн-площадках становилось результатом прямой просьбы артистов и выполнялось Халиным в частном порядке. Одним из прямых следствий отказа от цифровой дистрибуции стала готовность лейбла к переизданию артистами своих релизов за пределами России с помощью иностранных компаний (пример — переиздание альбома 2017 года, записанного трио Дмитрия Илугдина под названием «Отражение», норвежским лейблом «Losen Records» в 2019 году под названием «Reflection»).
Помимо выпуска аудио-носителей, лейбл время от времени выпускает печатную продукцию. 13 октября 2020 года вышел в свет специальный выпуск №61 журнала «Джаз.Ру», ставший совместным проектом редакции и издательства «ArtBeat Music» и посвящённый фигуре Алексея Козлова.
Издательство принимает участие в организации офлайн-мероприятий, имеющих, как правило, пропагандистско-просветительский характер (например, цикл мероприятий «Джаз в метро», реализованных в 2017 году совместно с ГУП «Московский метрополитен»).

## Художественная концепция
Лейбл не предлагает определённой официальной идеи или миссии, хотя в формулировках его основателей и представителей регулярно звучат слова о поддержке современной российской импровизационной музыки.
Каталог лейбла достаточно явно разделяется на три основных блока.
1. Современная авторская музыка в широком диапазоне стилей.
2. Переиздания (или первые в истории издания) архивных записей, в основном касающихся деятельности ключевых фигур российского и советского джаза в советский период. В числе таких работ — издание ранних работ Германа Лукьянова[4] или комплект «Alexey Козлов & Arsenal. Live in Tallinn’74», выпущенный после обнаружения в архивах Дома Эстонского радио и телевидения (ERR – Эстонское национальное телерадиовещание) плёночных бобин, на которых был записан на 38-й скорости концерт «Арсенала» 10 мая 1974 года, прошедший задолго до первого официального релиза ансамбля[1].
3. Нестандартные (как правило – единоразовые) концептуальные работы на стыке жанров, явно выделяющиеся из культурного мейнстрима. В их числе – обращения джазовых и авангардных музыкантов к музыке российских и иностранных академических композиторов (Равеля, Бородина, Римского-Корсакова, Чайковского, Вагнера, Сати, Форе, Бизе, Балакирева и т.п.), переложения для солистов-импровизаторов и симфонических составов рок-материала (посвящение британской арт-роковой группе «Yes», выполненное Аркадием Шилклопером), джазовые переосмысления народных и авторских песен времён Гражданской и Великой Отечественной Войн (альбомы Алексея Круглова «Друзья-однополчане»[18] и Алексея Попова «Красные ритмы»), создание сатирической альтернативной культурной вселенной (псевдо-фольклор «афро-казаков» в музыке корректива «M-Artель»[19]) и т.п.

## Профессиональное признание
Релизы лейбла более 20 раз попадали в чарт организации «Europe Jazz Media» (союза европейский джазовых СМИ), публикуемый ежемесячно с мая 2013 года. Первым в их ряду в ноябре 2013 года стал альбом петербургских музыкантов Вячеслава Гайворонского, Андрея Кондакова и Владимира Волкова под названием «Russian Romances», посвящённый творчеству Александра Даргомыжского.

## Специфика записи и звучания
Лейбл не имеет собственной студии звукозаписи и в каждом отдельном случае снимает студию для записи. Среди наиболее часто используемых им студий — Тон-студия киноконцерта «Мосфильм» и «CineLab SoundMix». Многие релизы лейбла — живые концертные записи, сделанные в разных залах страны (московском Клубе Алексея Козлова, московском клубе «JAM», культурно-просветительском центре «Дубрава» им. протоиерея Александра Меня (Сергиев Посад) и т.п.). Отдельные релизы записывались на студиях за рубежом — в Эстонии и Германии. Среди релизов есть аудио-версии перформансов, включавших в оригинале визуальный ряд (в частности, запись перформанса, посвящённого 30-летию Инженерного центра «Энергосервис» в Архангельске). Отсутствие собственной студийной базы и единого коллектива звукорежиссёров, а также большая свобода в выборе и реализации творческих концепций ведут к тому, что лейбл не имеет звучания, которое признавалось бы профессиональным обществом как характерное именно для него.

## Артисты лейбла
В числе представителей других государств, альбомы которых выпускал лейбл — Patrick Bebelaar (Германия), Jaak Sooäär и Tõnu Naissoo (Эстония), ансамбль «Бумеранг» (Казахстан), Энвер Измайлов и Вадим Неселовский (Украина), Алекс Сипягин и Миша Цыганов (США) и др.
Среди российских артистов — Одиссей Богусевич, Владимир Волков, Владимир Голоухов, Антон Горбунов, Евгений Гречищев, Алексей Давлетшин, Тим Дорофеев, Андрей Звонков, Пётр Ившин, Андрей Кондаков, Анна Королёва, Антон Котиков, Армен Мерабов, Владимир Нестеренко, Александр Пищиков, Алевтина Полякова, Алексей Попов, Алекс Ростоцкий, Николай Сидоренко, Сергей Хутас, ансамбли «Архангельск», «Мыс Луны», «Орлан», «Epic Power Quartet», «Flow Masters», «Kle2Go», «M-Artель», «Mussorgsky Jazz Orchestra» Сергея Богданова, «Pervoe Solnce», «Svetamuzika», «UniversaLove» и др.